# Juan Carlos Serrán
Juan Carlos Serrán (ur. 22 stycznia 1954 w Argentynie, zm. 2 lutego 2016 w Meksyku) – meksykański aktor.
Zmarł 2 lutego 2016 roku w Meksyku na sepsę.

## Wybrana filmografia
- 1994: Marimar jako Ulises
- 1997: Esmeralda jako Dionisio Lucero #1 (później został zastąpiony przez Rafaela Amadora)
- 1999: Rosalinda
- 2010: Kobieta ze stali jako komisarz Librado Mansanardes

## Nagrody
- Nagroda Arlekina[3]